# Romaria
Romaria este un oraș în Minas Gerais (MG), Brazilia.